# Diploglena
Diploglena és un gènere monotípic d'aranyes araneomorfes de la família Caponiidae. Es poden trobar a Sud-àfrica i Namíbia. Van ser descrits per primer cop per William Frederick Purcell l'any 1904.

## Taxonomia
Segons el World Spider Catalog de febrer de 2016, existeixen les següents 6 espècies:
- Diploglena arida Haddad, 2015 – Sud-àfrica
- Diploglena capensis Purcell, 1904 (espècie tipus) – Sud-àfrica
- Diploglena dippenaarae Haddad, 2015 – Sud-àfrica
- Diploglena karooica Haddad, 2015 – Namíbia, Sud-àfrica
- Diploglena major Lawrence, 1928 – Namíbia, Botswana, Sud-àfrica
- Diploglena proxila Haddad, 2015 – Sud-àfrica

### Llista de subespècies
Segons The World Spider Catalog 12.0:
- Diploglena capensis capensis Purcell, 1904  de Sud-àfrica
- Diploglena capensis major Lawrence, 1928  de Namíbia